# Vincent Scramuzza

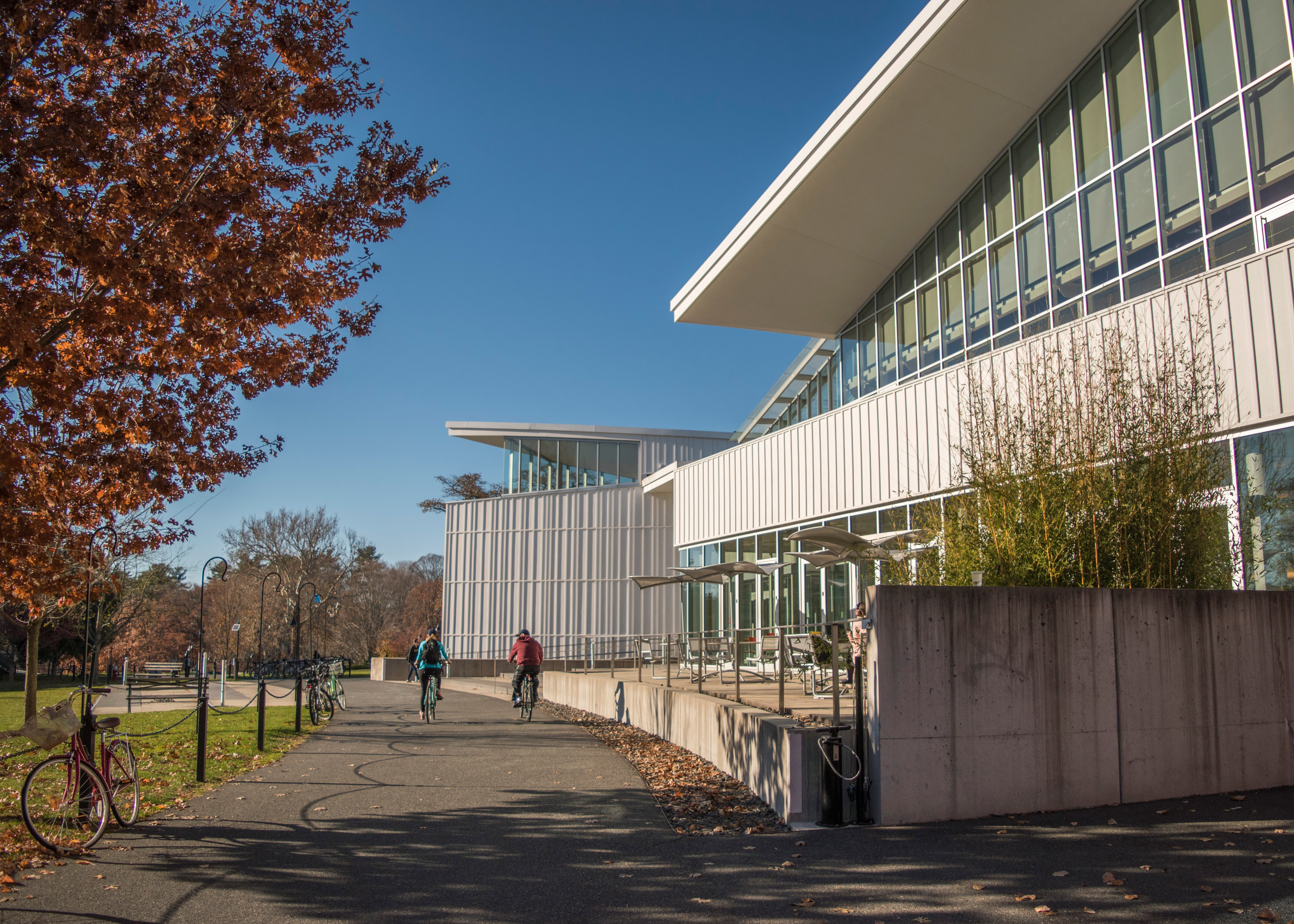
Smith College, Northampton

Vincent/Vincenzo Maria Scramuzza (Contessa Entellina, 23 augustus 1886 – New Orleans, 3 december 1956) was een Italiaans tot Amerikaan genaturaliseerde hoogleraar Klassieke oudheid aan het Smith College in Northampton (Massachusetts). 

## Levensloop
Scramuzza werd geboren in Contessa Entellina, een dorp nabij Palermo op Sicilië, wat destijds deel was van het koninkrijk Italië. Zijn eerste studies in Palermo waren voor het priesterschap in de Roomse Kerk. Hij veranderde zijn interesse in historisch onderzoek. Aan de universiteit van Palermo behaalde hij de graad van licentiaat geschiedenis (1907). In datzelfde jaar 1907 emigreerde hij naar New Orleans in de Verenigde Staten, waar zijn ouders al verbleven. Voor de rest van zijn leven aanzag hij New Orleans als zijn stad van origine.
In 1924 behaalde Scramuzza aan de Louisiana State University het masterdiploma in de geschiedenis; hij was achtendertig jaar oud. In 1929 promoveerde Scramuzza verder tot doctor in de geschiedenis aan Harvard-universiteit. Zijn dissertatie was getiteld: The emperor Claudius: an inquiry into the ancient traditions concerning his personality, policy, and acts; hij publiceerde dit werk later in uitgebreide vorm in boekvorm in Harvard Historical Studies in het jaar 1940. Voor dit werk ontving hij de Tappan Prize. 
Aanvankelijk doceerde Scramuzza geschiedenis aan Harvard en Wellesley College, om vervolgens vanaf 1930 benoemd te worden aan het Smith College. Hij was intussen genaturaliseerd tot Amerikaans burger. Hij ontving een bevordering tot associate professor in 1940 en tot ordinarius in 1943. 
Zijn onderzoekswerk handelde hoofdzakelijk over de Grieks-Romeinse Tijd, onder meer over de toenmalige economische situatie van Sicilië. Daarnaast onderwees hij Amerikaanse koloniale geschiedenis en de geschiedenis van de christelijke Kerken. 
Scramuzza was een van de stichters van de afdeling West-Massachusetts van het Archeological Institute of America.
Hij overleed in 1956. Postuum (1958) verscheen zijn overzichtswerk over de Klassieke Oudheid, getiteld The Ancient World, uitgegeven bij McKendrick in New York.